# Pneumonia (rivista)
Pneumonia è una rivista medica di pneumologia, ad accesso aperto e sottoposta a revisione paritaria. Fondata nel 2012, è pubblicata il 5 e il 25 di ogni mese esclusivamente online dalla Springer Nature. come previsto dalla politica di accesso aperto della casa editrice, gli articoli sono rilasciati con licenza CC BY-NC-ND oppure Creative Commons Attribution.
Al 2025, si tratta dell'unica rivista scientifica dedicata esclusivamente al tema dela polmonite.
Il primo caporedattore e fondatore è stato Allan Cripps (Griffith University. Al 2025, il caporedattore è Giovanni Sotgiu (Università di Sassari).

## Indicizzazione
Gli abstract e gli articoli della rivista sono indicizzati da:
- DOAJ
- PubMed Central
- Science Citation Index Expanded.

Al 2024, secondo Web ofScience, il fattore di impatto è stato pari a 8,5 e Pneumonia' si è posizionata nel primo quartile dell'elenco di riviste censite per la categoria "sistema respiratorio".

## Articoli notevoli
- Raffaele Scala, Teresa Renda e Sonia Bambina, Oxygenation indices and early prediction of outcome in hypoxemic patients with COVID-19 pneumonia requiring noninvasive respiratory support in pulmonary intermediate care unit, in Pneumonia (Nathan Qld.), vol. 16, n. 1, 25 novembre 2024,  pp. 22, DOI:10.1186/s41479-024-00145-9. URL consultato il 21 marzo 2025. (ipossiemia e polmonite indotta da COVID-19)